# Kungspyton
Kungspyton (Python regius) är en relativt kort och robust orm som blir cirka 120 centimeter lång. Honorna blir större än hanarna.
Kungspyton lever i den del av Afrika som ligger söder om Sahara, men inte längst i öster. Området innefattar följande länder: Senegal, Mali, Guinea-Bissau, Guinea, Sierra Leone, Liberia, Elfenbenskusten, Ghana, Benin, Nigeria, Kamerun, Tchad, Centralafrikanska republiken, Sudan och Uganda.
Artens habitat utgörs av mer torra områden. Kungspyton hittas bland annat i gräsmarker, skogar och på jordbruksmark.
Den tillbringar största delen av sin tid på marken eller nere i gångar under jorden. Den har setts uppe i träd, men på grund av sin mycket robusta kroppsform så klättrar den sällan. Den huvudsakliga födan utgörs av små däggdjur och andra smådjur som lever på marken. Den är nattaktiv och är utrustad med värmesensorer på nosen. Den kan som en anpassning till oregelbunden tillgång till föda överleva i några månader utan att äta genom att sänka metabolismen och leva på sina fettreserver och vid extremt långvariga fall av svält även genom nerbrytning av proteiner (muskler). Den maximala tiden den på detta sätt kan överleva utan att äta tros kunna vara upp till två år.
Kungspytonormen är jagad i Afrika för sitt skinn, som är gult med svartbruna markeringar. I USA har ormen fått namnet Ball python på grund av sitt sätt att försvara sig. Vid hot rullar ormen ihop som en boll.
Ormen är en betydande stöd för regionens bönder när den håller gnagarnas population låg.

## Kungspyton som husdjur
Kungspyton är populära att hålla som husdjur i terrarier, med värme, ljus, fuktighet, vatten, bottensubstrat och ett eller flera gömställen för att efterlikna ormens naturliga miljö. Temperaturen i terrariet hålls cirka 26 till 32 °C med olika temperaturzoner så att ormen kan själv välja värme, då ormar är växelvarma (ektoterma) och därigenom inte kan kontrollera sin egen kroppstemperatur utan måste byta temperaturzon för att byta kroppstemperatur. Varianter i flera olika färger har framavlats – från helt snövit med svarta ögon till nästan helsvarta. Kungspyton kan bli upp emot 30 år i terrarium.